# Grigori Panteleimonov
Grigori Panteleimonov (n. 30 decembrie 1885, Balta, Gubernia Podolia, Imperiul Rus – d. 31 octombrie 1934, Belgrad, Regatul Iugoslaviei) a fost un trăgător de tir ce a reprezentat Imperiul Rus, medaliat olimpic. A participat la o ediție a Jocurilor Olimpice (1912) în care a câștigat o medalie de argint.

## Participări
Lista de mai jos prezintă principalele competiții la care a participat Grigori Panteleimonov de-a lungul carierei.
- shooting at the 1912 Summer Olympics – men's 30 metre team rapid fire pistol[*]